# حوزه انتخابیه پنجم تگزاس
حوزه انتخابیه پنجم تگزاس یک حوزه انتخابیه مجلس نمایندگان آمریکا است که در ایالت تگزاس قرار دارد.